# Nadkrytyczny dwutlenek węgla

Wykres fazowy CO2

Nadkrytyczny dwutlenek węgla (scCO
2) – płynna postać CO
2 występująca w stanie nadkrytycznym, tj. dla temperatury i ciśnienia równych lub wyższych niż krytyczne (odpowiednio: 31 °C, 7,38 MPa)

## Reaktywność
W obecności CO
2 (jako gazu wysokociśnieniowego lub w stanie nadkrytycznym), zwłaszcza w obecności zanieczyszczeń może nastąpić degradacja różnych elementów transportowych: rur, pomp i zaworów. Czysty, suchy scCO
2 nie koroduje powierzchni. Występowanie wody w rurociągu z scCO
2 powoduje powstawanie kwasu węglowego (H
2CO
3), co niesie ryzyko korozji stali węglowej. Rurociągi ze stali stopowej są wykorzystywane do transportu scCO
2 pod ciśnieniem, ale rurociąg taki musi być suszony, aby wyeliminować ryzyko korozji. Znacznie rozbudowanych instalacji nie da się wysuszyć dostatecznie. Suszenie przyczynia się do wzrostu kosztów obsługi, zwłaszcza dla instalacji morskich, gdzie dopuszczalna waga i przestrzeń do instalacji sprzętu technologicznego są bardzo ograniczone.

## Charakterystyka
Podstawowe cechy:
- mała lepkość
- duża dyfuzyjność (umożliwia to dogłębną penetrację substratów reakcji)[2]
- jest niepalny
- jest nietoksyczny
- duża lotność (ułatwia jego usuwanie po procesach produkcyjnych)
- nieszkodliwość z fizjologicznego punktu widzenia
- niska cena
- niemal zerowe napięcie powierzchniowe (co umożliwia łatwą penetrację)
- zapobieganie rozwojowi mikroorganizmów
- przy odpowiednim pozyskiwaniu nie wpływa negatywnie na środowisko[3]

## Zastosowanie
- rozpuszczalnik (np. w przemyśle spożywczym)
- ekstrahent w ekstrakcji nadkrytycznej